# フルオロベンゼン
フルオロベンゼン（Fluorobenzene）は、分子式C6H5Fで表される有機化合物である。しばしば、PhFと表記される。ベンゼンの誘導体であり、ベンゼンに一つのフッ素原子が導入された構造を持つ。
ベンゼン様の臭気を持つ無色透明の液体だが、融点がベンゼン（5.5℃）と比べて大幅に低い（−44℃）のが特徴。また、ベンゼン同様に引火しやすいため取り扱いには注意が必要となる。

## 合成法
実験室スケールでは、フルオロベンゼンはベンゼンジアゾニウムテトラフルオロボラートの熱分解によって得られる。
PhN2BF4  →  PhF  +  BF3   +  N2
上記の反応において、固体のベンゼンジアゾニウムテトラフルオロボラートを加熱すると、三フッ化ホウ素とフルオロベンゼンの二種類の揮発物質が生成する。これらは沸点の違いにより分離できる。

## 歴史
フルオロベンゼンは、1886年に、ボン大学のO. Wallachによって初めて合成された。彼は、まず塩化ベンゼンジアゾニウムをピペリジン塩として、これをフッ化水素酸で処理することにより合成した
。
[PhN2]Cl  +  2 C5H10NH  →  PhN=N-NC5H10  +  [C5H10NH2]Cl
PhN=N-NC5H10  +  2 HF  →  PhF  +  N2  +  [C5H10NH2]F

## 反応性
フルオロベンゼンは、炭素-フッ素結合の強さのため、比較的不活性な化合物である。しばしば有機溶媒として利用されるが、金属錯体を結晶化させることがある。

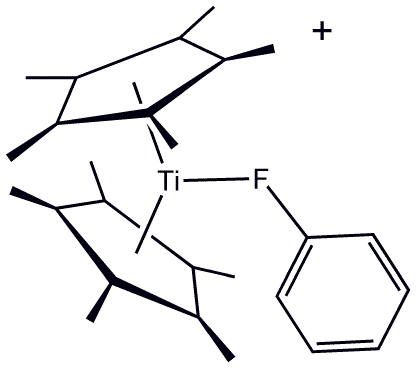
[(C_{5}Me_{5})_{2}Ti(FC_{6}H_{5})]^{+}の構造、フルオロベンゼンがチタンに配位している